# 省水效率
省水效率可以定義為
1. 以最小量的水來完成預期的工作或任務；
2. 一種說明欲達成某目標的預期用水量與實際用水量關係的指標。[1]

雖然兩種意義時常相互混用，但是節約用水與省水效率有一點相當不同。省水效率著重於減少浪費。效率的重點在於減少浪費，而非減少使用。它也強調只要使用者做出些微改變就能夠減少水的浪費以及建議使用一些省水器材。舉例來說：像是把鬆脫的水龍頭給鎖緊，多淋浴而非沐浴、將洗碗機內的碗裝滿等。這些事情都是省水效率的例子，他們的目的都是在不影響原有使用的前提下來使用最少的水。